# 南洋協会
南洋協会（なんようきょうかい）は、1915年（大正4年）、南洋諸島の調査研究、東南アジア地域の研究・開発を目的に結成された団体である。大日本帝国の植民地政策下における国策財団であり、いわゆる南進論の拠点的な存在だった。日本の南洋進出を嫌う欧州の植民地所有国への対策として、民間団体の形で南洋事業を担当した。

## 概要
1915年（大正4年）1月30日、築地精養軒において発起人創立総会開催。近藤廉平（男爵）が座長につき、台湾総督府民政長官・内田嘉吉が創立者を代表して従来の経過を報告。「広く南洋の事情を調査研究し、もって南洋利源の開発に努め、彼我民族の福利を増進する」ことを趣意として朝野の名士約70余名の発起人を得た。創立事務所を便宜上、一時台湾総督府出張所内に設置。ジャワ、スマトラ、ボルネオ、セレベス、マレー半島、フィリピン群島の開発に乗り出した。創立発起人となったのは以下の各人である。
当初は台湾総督府と密接な関係を持つ団体であるが、1929年（昭和4年）の後藤新平の死去などもあり、昭和13年度に「文化並経済工作」として5万円を外務省から受け、外務省は南洋協会を活用して南方政策を推進し、南洋協会は設立当初の「半官半民」の組織から「国策協力機関」へと変貌していった。1939年9月に「南洋経済懇談会」を開き、日本の植民地下の東南アジア及び各地に支部を持った。現地で日本語教育を担当した「南洋学院」の入試事務などは日本本国の南洋協会が担当し、サイゴンでの学院の庶務や会計的な仕事は南洋協会西貢支部が担当した。

### 創立発起人
犬養毅、磯辺保次、井上雅二、井上敬次郎、池田謙三、羽田浪之紹、服部金太郎、早川千吉郎、林田亀太郎、新渡戸稲造、堀啓次郎、星野錫、本多静六、鳥居龍蔵、床次竹二郎、土居通夫、大橋新太郎、小川平吉、大谷嘉兵衛、緒明圭造、大島健一、若宮貞夫、和田豊治、渡辺国重、加藤正義、河合（金＋市）太郎、鎌田栄吉、上山満之進、吉田春吉、高田釜吉、竹内虎雄、竹越与三郎、中村房次郎、中村是公、中野武営、中島久万吉、内田嘉吉、山成喬六、山本悌二郎、柳生一義、安場末喜、松井慶四郎、松岡均平、松山忠次郎、馬越恭平、政尾藤吉、増田増蔵、増田義一、福井菊三郎、藤瀬政次郎、小林丑三郎、郷隆三郎、郷誠之助、寺島誠一郎、田健治郎、荒井泰治、秋山真之、坂田重次郎、吉川重吉、木下新三郎、湯河元臣、目賀田種太郎、三村君平、箕浦勝人、宮尾舜治、宮島幹之助、白岩龍平、庄司義基、渋谷嘉助、渋沢栄一、下岡忠治、下坂藤太郎、本山彦一、茂木惣兵衛、関直彦、鈴木貫太郎、鈴木梅四郎。

## 組織

### 歴代会頭
- 芳川顕正
- 田健治郎
- 蜂須賀正韶
- 近衛文麿

### 歴代副会頭
- 吉川重吉
- 藤山雷太
- 内田嘉吉
- 和田豊治

## 後身:アジア・南洋協会
太平洋戦争（大東亜戦争）後は長く活動が停滞していたが、猿橋望が知人の紹介で運営に乗り出し、1999年に、南洋協会から「異文化コミュニケーション財団」に改組した。2008年にNOVAから独立したメンバーによる運営に移行、その後さらに「アジア・南洋協会」に改称して現在に至る。同協会ホームページでは、南洋協会を「前身」と記している。

## 関連書籍
- 『南洋協会二十年史』
- 『南洋群島写真帖』
- 『南洋年鑑』